# Zannichellia obtusifolia
Zannichellia obtusifolia é uma espécie de planta com flor pertencente à família Zannichelliaceae. 
A autoridade científica da espécie é Talavera, García-Mur. & H.Smit, tendo sido publicada em Lagascalia 14: 249. 1986.

## Portugal
Trata-se de uma espécie presente no território português, nomeadamente em Portugal Continental.
Em termos de naturalidade é nativa da região atrás indicada.

## Protecção
Não se encontra protegida por legislação portuguesa ou da Comunidade Europeia.